# Werner Burri

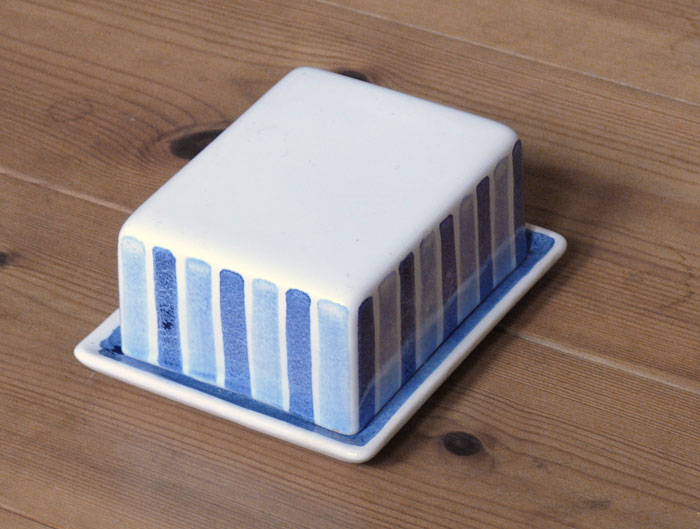
Nicht von Werner Burri entworfene Butterdose der HB-Werkstätten Form 497 mit Dekor 137

Werner Burri (* 18. Oktober 1898 in Thunstetten; † 13. Mai 1972 in Bern) war ein Schweizer Keramiker, der als Leiter der Modell- und Formwerkstatt der Steingutfabriken Velten-Vordamm in Velten und dann bis 1939 in den HB-Werkstätten für Keramik in Marwitz keramische Serienformen entwarf und Einzelstücke schuf.

## Leben
Der 1898 geborene Burri brach recht schnell ein Studium der Ingenieurwissenschaften am Polytechnikum in Zürich ab, um sich der Malerei zu widmen. Ab 1921 war er als Student am Bauhaus in Weimar eingetragen und absolvierte den Vorkurs bei Johannes Itten. Dann wechselte er in die Keramische Werkstatt am Bauhaus, die als einzige der Bauhaus-Werkstätten nicht in Weimar, sondern in Dornburg an der Saale eingerichtet war und unter der Leitung von Gerhard Marcks stand. Hier machte Burri Ende 1924 die Gesellenprüfung als Töpfer. Ab 1925, nach dem Umzug des Bauhauses 1925 nach Dessau, wo keine Keramikwerkstatt mehr eingerichtet wurde, arbeitete Burri zunächst in der von Otto Lindig weitergeführten Dornburger Werkstatt. Im Januar 1928 ging er, die Stelle von Theodor Bogler übernehmend, als Leiter der Modell- und Formwerkstatt in die Steingutfabriken Velten-Vordamm in Velten und zeichnete dort verantwortlich für viele der für die Firma bekannten Serienformen und Einzelstücke. In Velten lernte er 1928 die Keramikerin Hedwig Bollhagen kennen. Nachdem die Fabrik 1931 in Konkurs gegangen war, kehrte er in die Schweiz zurück und arbeitete in der Werkstatt von Marcel Noverraz in Carouge. Ab 1934 war er wieder in Deutschland tätig als freier künstlerischer Mitarbeiter der HB-Werkstätten für Keramik bei Hedwig Bollhagen in Marwitz, wo er wieder mit Thoma Gräfin Grote und Charles Crodel zusammentraf. Er modellierte für Crodel und entwarf eine eigene Kollektion, deren Formen heute noch erhalten sind. Mit Ausbruch des Zweiten Weltkriegs musste er als neutraler Eidgenosse Nazi-Deutschland verlassen und kehrte 1939 endgültig in die Schweiz zurück. Hier arbeitete er als freier Keramiker und hatte einen Lehrauftrag an der Berner Keramischen Fachschule. Im Jahre 1959 war er Gründungsmitglied der Arbeitsgemeinschaft Schweizerischer Keramiker. Werner Burri starb am 13. Mai 1972 in Bern.
Anlässlich der 100. Geburtstages des Bauhauses wurde 2019 im Düsseldorfer Hetjens-Museum eine Ausstellung mit Entwürfen von Walter Burri gezeigt.